# Амвросий (Казанский)
Епископ Амвросий (в миру Александр Николаевич Казанский; 10 (22) октября 1860, село Шпилево, Княгининский уезд, Нижегородская губерния — 28 апреля 1933) — епископ Русской православной церкви, епископ Мелекесский, викарий Ульяновской епархии.

## Биография
Родился 10 (22) октября 1860 года в селе Шпилево Княгининского уезда Нижегородской губернии в семье священника. Окончил Нижегородскую духовную семинарию с аттестатом второго разряда. 12 (24) декабря 1882 года рукоположён во иерея для церкви села Низовки Васильевского уезда Нижегородской губернии. Был законоучителем в Низовской церковно-приходской школе.
23 сентября (5 октября) 1895 года принят в число братии Александро-Невской лавры в Санкт-Петербурге, где 31 октября того же года пострижен в монашество с именем Амвросий. 11 (24) марта 1906 года возведён в сан архимандрита. С 1909 года архимандрит Амвросий исполнял должность библиотекаря, с 1911 года — архивариуса.
5 (18) апреля 1912 года назначен настоятелем ростовского Троице-Варницкого монастыря Ярославской губернии. 24 мая (6 июня) 1913 года перемещён на должность настоятеля (или строителя) Угличского Николо-Улейминского монастыря.
Затем перемещён в Московскую епархию, где среди прочих обязанностей исполнял обязанности благочинного Коломенского уезда, затем заведующего страховым делом по всем уездным монастырям Московской епархии.
2 февраля 1920 года хиротонисан во епископа Кременецкого, викария Волынской епархии.
4 февраля 1920 года назначен епископом Любимским, викарием Ярославской епархии. 16 декабря 1921 года переведён на новооткрытую Воткинскую викарную кафедру Сарапульской епархии. Вступил в управление викариатством 27 марта 1922 года. С января 1923 года по 17 февраля 1924 года временно управлял Ижевской епархией.
В связи с арестом епископа Оханского Никона (Соловьёва), к нему обратились многие приходы Пермской епархии, оставшиеся без руководства епископа, с просьбой принять их в своё подчинение. В рапорте от 15 декабря 1923 года просил Патриарха Тихона «поскорее разрешить вопрос ввиду опасного стремления обновленческого духовенства Пермской епархии использовать отсутствие епископа в своих целях». Резолюцией Патриарха Тихона и временного Священного Синода от 4 января 1924 года епископу Амвросию поручалась «временная забота о приходах Оханского, Осинского и других уездов Пермской епархии».
8 июля 1924 года был перемещён на Сергачское викариатство Нижегородской епархии.
Не позднее марта 1925 года назначен епископом Сызранским, викарием Ульяновской епархии. 12 апреля 1925 года был в числе подписавших акт о передаче высшей церковной власти Крутицкому митрополиту Петру (Полянскому). Сызранское духовенство встретило нового архипастыря неприветливо, в адрес Патриаршего Местоблюстителя митрополита Крутицкого Петра (Полянского) 9 июля 1925 года был направлен доклад президиума церковного совета Ильинской церкви г. Сызрани, в котором отмечалось:

Паства верила и надеялась на возвращение своего любимого епископа Серафима и с нетерпением ждала этого благоприятного для возвращения момента. Между тем вопреки ожиданиям по причинам, для верующей паствы совершенно не понятным, в Сызрань вместо епископа Серафима прибыл епископ Амвросий. С недоверием встреченный, епископ Амвросий это недоверие укрепил своею как бы намеренно подчёркиваемой близостью с лицами, искренность перехода коих из раскола была и есть под большим и вполне основательным сомнением. Дальнейшее поведение преосвященного Амвросия, его ярко выраженная податливость к обновленчеству, ничем не оправдываемое и никакой нуждой не вызываемое изменение и сокращение формулы поминовения за богослужениями имени Святейшего, совершенно не допустимое <…> послабление в приёме в каноническое общение с православной Церковью — без покаяния публичного и без рассуждения степени виновности — не просто рядовых раскольничествующих священников, но даже и активистов, занимавших ответственно руководящие должности, умаление епископского авторитета слабоволием, непостоянством и трусостью, общая бездеятельность и неумение оздоровить приходскую жизнь пресечением ненормальных и совершенно не допустимых властвований над пастырем не общины в её целом, а кучки самозванцев раздорщиков, оскорбляющих дерзостью и угрозами самого епископа, старческая слабость и вытекающая отсюда болезненность, — всё это оттолкнуло от него паству, искренне преданную православию. <…> епископ Амвросий — далеко не соответствует условиям опасного для православной Сызранской Церкви момента и что Церковь под его неопытным и старчески бездеятельным водительством не растёт, а малится.

В своей резолюции от 21 июля 1925 года митрополит Петр (Полянский) отвечал:

Призываю сызранское духовенство находиться в мире со своим архипастырем. Возникшие недоразумения должны быть разрешены в духе взаимной любви. В противном случае г. Сызрань будет лишён возможности иметь своего отдельного епископа. Преосвященного Амвросия братски прошу уладить возникшие недоразумения и впредь воздерживаться от всего, что волнует паству

В обновленческом «Вестнике Священного Синода» за 1926 год имеется указание, что он жил в Сызрани, Сызранский обновленческий епископ Павел (Краснорецкий) во время подготовки к обновленческому собору 1925 года пытался лично войти в сношение с епископом Амвросием, приглашал его во имя церковного мира и любви принять участие в предсоборной работе. Епископ Амвросий на это сначала ответил, что цель хороша и обещал через две недели дать письменный ответ. Однако, вместо ответа он возвратил обратно все полученные им воззвания и программу собора и явно не пожелал никакого сближения с обновленцами.
Ушёл на покой не позднее 7 марта 1926 года, когда во епископа Сызранского был хиротонисан Авраамий (Чурилин). В 1929 году назначен на Мелекесское викариатство Ульяновской епархии. В 1932 году почислен на покой. Скончался 28 апреля 1933 года.

## Разночтения в биографии
Митрополит Мануил (Лемешевский) путает биографию епископа Амвросия (Казанского) с епископом Амвросием (Гудко), приписывая первому биографические данные второго: «Родился в Холмской губернии, окончил Холмскую духовную семинарию. Высшее образование получил в Санкт-Петербургской Духовной Академии. <…> По окончании академии в 1893 году занимал целый ряд преподавательских должностей. В 1902 году был ректором Волынской духовной семинарии».
Послужной список епископа Амвросия (Казанского) (неполный, до 1924 года) впервые был опубликован священником Александром Малых в 2009 году